# レイフ・モリソン
レイフ・モリソン（Raef Morrison, 1995年 – ）は、香港のラグビーユニオン選手である

## キャリア
モリソンは7人制ラグビー男子香港代表に選出された。